# Iraj Mesdaghi
Iraj Mesdaghi,  född 31 oktober 1960 i Teheran, är en iransk-svensk författare och människorättsaktivist. Mesdaghi är sedan 1994 bosatt i Stockholm.
Mesdaghi har skrivit flera böcker och artiklar om 1988 års massavrättningar av politiska fångar i Iran. Som tonåring reste Mesdaghi till USA för att arbeta med Confederation of Iranian Students för att återuppliva studentrörelseenheten. Han återvände till Iran efter den iranska revolutionen. Han var fängslad i bland annat Evin i över 10 år, från 1981 till 1991, anklagad för stöd till Folkets mujahedin. Efter att ha överlevt 1988 års massavrättningar av politiska fångar i Iran tvingades han efter frigivning att fly till Sverige 1994.
I Sverige arbetar han för att främja mänskliga rättigheter i Iran genom arbete med FN:s råd för mänskliga rättigheter, Internationella arbetsorganisationen och Europaparlamentet. Den 9 november 2019 grep svensk polis Hamid Noury på Arlanda flygplats efter att han lurats till Sverige av Iraj Mesdaghi.
Han är för närvarande självständigt engagerad i politisk verksamhet och forskning. Mesdaghi är också medlem i "Committee for the Observation and Use of Iranian Justice Data", som leds av Nobels fredspristagare Shirin Ebadi. Kommittén hjälpte till att verifiera läckt information från det iranska rättsväsendet som avslöjade omfattningen av regeringens politiska arresteringar, fängelser och avrättningar från 1978 till 2009.
Iraj Mesdaghi medverkade 2014 i Nima Sarvestanis film Dom som sade nej. 